# 吴忠观
吴忠观（1930年—），男，四川绵阳人，中国经济学家、人口学家，曾任西南财经大学教授、博士生导师。